# Yelsemia speculariae
Yelsemia speculariae är en svampart som först beskrevs av J.A. Stev., och fick sitt nu gällande namn av Vánky & R. Bauer 2002. Yelsemia speculariae ingår i släktet Yelsemia och familjen Melanotaeniaceae.   Inga underarter finns listade i Catalogue of Life.